# Usbekistan
 Der er for få eller ingen kildehenvisninger i denne artikel, hvilket er et problem. Du kan hjælpe ved at angive troværdige kilder til de påstande, som fremføres i artiklen.

Usbekistan (officielt: Republikken Usbekistan, usbekisk: Ўзбекистон Республикаси, tr. Oʻzbekiston Respublikasi) er et land i Centralasien. Hovedstaden er byen Tasjkent. Statssproget er Usbekisk. Dens område er 448 978 km2. Landets samlede befolkning er i øjeblikket over 37,6 millioner. Usbekistan grænser til Kasakhstan i nord, Turkmenistan og Afghanistan i syd samt Tadsjikistan og Kirgisistan i øst. Republikken Usbekistans territorium består af 12 provinser, Tasjkent by og Republikken Karakalpakstan, og er en uafhængig, demokratisk, sekulær og konstitutionel stat. Usbekistan har været en del af Sovjetunionen og erklærede sin uafhængighed 1. september 1991. Landet har tempereret, tørt fastlandsklima. Usbekistan er rigt på mineraler, og har verdens største guldmine. Usbekistans økonomi er gradvist ved at overgå til en markedsøkonomi med en udenrigshandelspolitik baseret på importsubstitution. Siden september 2017 har landets valuta været fuldt konvertibel til markedskursen. Usbekistan er en stor producent og eksportør af bomuld. Med sine enorme kraftværker og naturgas fra sovjettiden er Usbekistan blevet den største elproducent i Centralasien.

## Oprindelsen af ordet usbekisk
|  | Dette afsnits indhold bærer præg af maskinoversættelse og/eller tvivlsomt indhold Dette afsnits indhold bærer præg af at være en maskinoversættelse og/eller meget dårligt og uklart formuleret (også kaldet "dåsedansk"). Det vurderes at sproget er så dårligt og eventuelt forkert eller til at misforstå, at det bør omskrives eller oversættes på ny. Du kan hjælpe med at oversætte til korrekt dansk i denne og lignende artikler. Hvis dette ikke sker inden for kort tid, kan en sletning komme på tale. Se evt. denne sides diskussionsside eller i artikelhistorikken. |

Der er flere hypoteser om oprindelsen af betegnelsen usbekere. Den første omtale af ordet usbekere som et personligt navn går tilbage til det 12. århundrede. Ordet usbekisk optrådte blandt de tyrkiske stammer i Transoxanien før mongolernes ankomst i det 13. århundrede. Den arabiske historiker fra det 12. århundrede Usama Ibn Munqiz beretter i sin "Uddannelsesbog", at en af lederne i Saljukid-æraen i 1115-1116 var herskeren over Mosul ved navn Amir Usbek. Ifølge historikeren Rashiduddin var den sidste repræsentant for Ildegizi-dynastiet, der regerede i Tabriz, den usbekiske Muzaffar (1210-1225).
Historikeren Mutal Ermatov foreslog, at "ordet usbekere kommer fra navnet på "Uzlar"-stammen.". Professor R. G. Mukminova, doktor i historiske videnskaber, fremlagde yderligere beviser imod at forbinde usbekernes etniske navn med navnet på den usbekiske Khan. Sharofiddin Ali Yazdi rapporterede om begivenhederne i 1289, længe før den usbekiske Khans tid, og nævnte usbekiske troppers angreb på Tabriz-regionen..

## Historie
Den første befolkning i det område, der udgør nutidens Usbekistan, var sogdiere, et indoeuropæisk folkeslag, som ofte knyttes til skyterne. Tyrkiske folkegrupper kom til området ca. 200 e.Kr. fra Altaj, en bjergkæde mod nordøst. Traditionelt har det været et skel mellem de fastboende og de nomadiske folk i området, hvor en overvægt af bybefolkningen var persisktalende, mens de nomadiske grupper talte et tyrko-tatarisk sprog. Araberne invaderede landet i 700- og 800-tallet og indførte Islam. Djengis Khan erobrede området i 1200-tallet, og hans efterkommere sad på magten til 1350'erne.
Amir Timur (bedre kendt som Timur Lenk) erobrede et enormt område fra sit hovedsæde i Samarkand, men efter hans død i 1405 formåede det timuridske dynasti ikke at forsvare riget, der blev opløst. Tiden under og efter Amir Timur var en blomstringstid for området, som udgør nutidens Usbekistan, med en række videnskabsmænd, kendte digtere og fyrster. Amir Timurs rige strakte sig til Ruslands grænser, til Indien, gennem Persien og til Syrien. I vesten har Timur ofte været synonymt med orientalsk brutalitet, og han har været specielt kendt for sin totale udslettelse af hele byer og store massakrer. I en række byer lod Timur bygge store monumenter, der vidnede om hans regering, særligt i Samarkand (Registan-komplekset) og Shakrisabz ved sydgrænsen af Usbekistan.
I slutningen af 1400-tallet blev den timuridiske dominans brudt af en tyrkisk stammeføderation, der erobrede Transoxanien under ledelse af khan Shaybani og etablerede usbekiske dynastier i Turkestan. Denne stammeføderation, der havde sit hjemland længere mod nordvest ved grænsen mellem dagens vestlige Kasakhstan og Rusland, blev kaldt usbek og har givet navn til de moderne usbekere.

### Ruslands erobring og kolonisering
Da zarens tropper ankom i 1860'erne, var området delt i emiratet Bukhara og i to khanater, Kokand og Khiva. Da silkevejen mistede sin vigtige stilling efter søvejen til Asien var opdaget, blev Centralasien en bagvej, og dermed mindre eksponeret for verden udenfor. En følge var, at områdets forskellige lande udviklede sig langsomt. Den øverste leder var emiren eller khanen med nærmest ubegrænset magt. Han var igen nært allieret med mullaherne som, specielt i Khiva og Bukhara, overvågede et strengt religiøst samfund baseret på en feudal samfundsstruktur med livegne og vasaller under emiren/khanen. Kulturelt har området været et skæringspunkt mellem den tyrkiske og den persiske verden. Efterhånden kom de tyrkiske grupper i flertal, mens persisk forblev hof- og administrationssprog. Fra tiden omkring Amir Timur blev det tyrkiske skriftsprog Tsjagatai skabt og fungerede som litteratursprog til 1920.
Ved russernes erobring bestod befolkningen af tre hovedgrupper: den persisk-talende befolkning, efterkommerne fra Shaybanis invasion og den oprindelige tyrko-tatarisk-talende befolkning (altså før Shaybanis invasion). Blandt den fastboende og den nomadiske befolkning eksisterede persisk- og tyrko-tatarisk-talende blandt hinanden, og sprog fungerede i ringe udstrækning som identitetsmarkør: Flersprogethed var snarere normen end undtagelsen.
Fra kerneområdet i det centrale Rusland var det det russiske imperium fra middelalderen til 1. verdenskrig i kontinuerlig vækst. I det 16. og 17. århundrede blev området øst for Ural og helt til Stillehavet underlagt fyrsten i Moskva; området som oftest er kendt som Sibirien. I 1700-tallet blev store dele af nutidens Kasakhstan erobret. Men det var først i 1850'erne, at Rusland så interesse i kontrol over det, som i dag er Usbekistan. Bukhara og Khiva var et stort marked for russiske slaver, der var tilfangetaget i området omkring Det kaspiske Hav. Rusland ønskede at befri dem og standse slavebinding af russere. Russerne så også med interesse på kontrol med handelsmuligheder i byerne i Bukhara og omegn og specielt som mulige områder for bomuldsproduktion. Til sidst kom den spændte situation mellem England og Rusland, blandt andet materialiseret gennem Krimkrigen. Rusland ville derfor underlægge sig Centralasien både for at have muligheden til at falde England i ryggen over Britisk Indien samt hindre engelsk kolonisering af området. Den britisk-russiske kamp om kontrol over Centralasien er i engelsk litteratur kendt som ”The Great Game”. Wakhan-korridoren, som med få kilometer skilte britisk Indien (nu Pakistan) og russisk Centralasien (i dag Tadsjikistan), er et resultat af denne konflikt, hvor korridoren hindrede en fælles grænse mellem det russiske og det engelske imperium over det neutrale Afghanistan.
I 1870'erne erobrede Det Russiske Kejserrige khanatet Kokand, der blev indlemmet i Ferganskaja oblast, mens de gjorde Bukhara og Khiva til protektorater. Området blev med tiden integreret i den russiske økonomi, hvor især bomuldsproduktion blev fremmet. Bomuldsproduktionen forandrede den tidligere samfundsstruktur radikalt uden dog at ændre stillingen for khanene og emiren. Erobringen forenklede kontakten med andre muslimske folkeslag i zarimperiet (specielt med tatarerne), hvilket igen gjorde området mere eksponeret for verden udenfor. Når det gjaldt selve erobringen, var det en række slag mellem emirens og zarens tropper, og modstanden var til tider hård mod russerne. Til trods for at betegnelsen kolonial kan beskrive forholdet, må det stærke indre selvstyre fremhæves. Russiske kolonimyndigheder blandede sig kun lidet i indbyggernes liv, såfremt ro og orden blev opretholdt. Med erobringen fulgte også en større tilflytning af indbyggere fra resten af det russiske imperium, specielt af slaviske folk, men også af andre. Tilflytningen var særligt stærkt fra år 1900 og vedvarede også under Sovjetunionen. Under de ca. 50 år med zarstyre var der også en række oprør, for eksempel i Kokand i 1874, Andijan i 1898 og over hele Turkestan i 1916.
I 1924 blev Centralasien delt op i først to sovjetrepublikker, den turkmenske og den usbekiske (som til 1929 inkluderede det senere Tadsjikistan), senere til fem (den Kirgisiske republik og Kasakhstan var først en enhed under Russiske SFSR). Grænsedragningen tog ingen hensyn til tidligere politiske grænser men baserede sig på kulturelle og specielt lingvistiske kriterier. Tidligere har vestlige forskere kritiseret bolsjevikkerne for med brug af klassisk del-og-hersk-metode, at trække kunstige grænser efter eget forgodtbefindende. Senere års forskning har vist, at centralasiatiske eliter til dels var medvirkende i denne proces. Der er dog ingen tvivl om, at grænsedragningen foregik efter bolsjevikkernes ønsker, og at både realpolitiske og ideologiske årsager lå til grund.

### Sovjetstyret
Bolsjevikstyret førte til et enormt brud med det gamle samfund. Frem til 1938 var den tidligere jadidist Faizulla Khodjajev førstesekretær i Usbekistans kommunistparti (UzKP), men han blev skudt under terroren, anklaget for at være "trotskist" og "højredrejet". Fra 1959 til 1983 var Sjarof Rasjidov UzKPs førstesekretær og hans lange regeringstid prægede republikken: Selv om en del af politikken blev styret lokalt, var det i realiteten kadrer sendt fra Moskva (slavere), som regerede. Andensekretærer i parti og styre var som regel europæere, og de tilså, at politikken var i tråd med Moskvas mål. Økonomisk afspejlede udviklingen i den usbekiske socialistiske sovjetrepublik (Usbekiske SSR) den i Sovjetunionen. Jordbrugskollektiver (Kolkoser) blev oprettet og specielt blev bomuldsproduktion prioriteret som igen blev en enorm industri på bekostning af almindeligt jordbrug. Til trods for de negative sider ved det sovjetiske styre medførte bolsjevikisk politik en stærk modernisering af samfundet. Den gennemsnitlige levestandard steg betragteligt. Det samme gjorde læse- og skrivekundskaberne. Et udbredt kulturelt tilbud som tidsskrifter, teater, musik etc. for hele befolkningen, som kendetegnede Sovjetunionen, gjorde sig også gældende i Usbekiske SSR. Sovjetunionen lagde også stærk vægt på velfærdstilbud således, at området havde et udbredt sundhedsvæsen, hvilket førte til en stærk befolkningsvækst.

### Selvstændig stat
Den 1. september 1991 erklærede Usbekistan nølende sin uafhængighed fra Sovjetunionen. Mens de baltiske stater førte an i kampen for uafhængighed, udnævnt var Centralasien skeptisk for den. "Centrifugalkræfterne som trækker unionen fra hinanden var svagest i Centralasien. En god stund efter kupforsøget i august 1991 troede alle central-asiatiske ledere, at unionen på en eller anden ud
Etter Karimovs død blev Sjavkat Mirzijajev udpeget til at lede begravelseskomiteen, et signal om at han var ønsket som Karimovs efterfølger. Han blev udnævnt som midlertidig præsident 8. september og valgt til præsident 4. december 2016 med 88,6 % af stemmerne.

## Geografi
Usbekistan afgrænses omtrent af floderne Syr-Darja og Amu-Darja, det vil sige geografisk omtrent modsvarende det antikke område Transoxanien. I øst ligger den frugtbare og tætbefolkede Ferganadalen. I nordvestlige Usbekistan ligger Aralsøen.
Landet er en dobbelt-indlandsstat, det vil sige at for at få adgang til havet må transport ske gennem to andre stater. Det eneste andet land i verden, som er dobbelt indlandsstat, er Liechtenstein.
Store dele af det centrale Usbekistan dækkes af ørken Kyzyl Kum. Omkring 10 % af arealet er tæt kultiverede, irrigerede floddale. Usbekistan er rigt på mineraler og rummer blandt andet verdens største guldmine.

### Klima
Landet har et tempereret, tørt fastlandsklima. Et af de alvorligste miljøproblemer er de støvskyer, som opstår i ørkenen Kara Kum i syd, ofte i forbindelse med tørke som giver liden eller ingen nedbør. Området omkring de nordøstlige bjergkæder som i Tasjkent har størst chance for at få nedbør i form af sne eller regn. Dette område har derimod episoder med, at fønvinde giver nogle varmere dage og et ophold fra kulden fra Sibirien. Endog de centrale ørkenområder får nogle dage med let snefald. Under sommeren er luften fugtig, men så godt som uden nedbør. Den relative fugtighed er lav eftersom temperaturen er høj; visse dage kan det blive op til 45 °C. Efteråret kommer brat og medfører lavere temperaturer og ringere nedbør.

## Demografi
Usbekistan har Centralasiens største befolkning med 25 millioner mennesker koncentreret i syd og øst. Det er næsten halvdelen af regionens befolkning. Usbekistan var en af de fattigste republikker i Sovjetunionen: Store dele af befolkningen var sysselsat med at dyrke bomuld i små bondesamfund. Befolkningen fortsætter at være hovedsagelig bondesamfund og afhængig af landbrug.

### Folkegrupper
Usbekere er med 80 % af befolkningen den dominerende etniske gruppe. Andre etniske grupper er russere 5,5 %, tadsjiker 5 %, kasakhere 3 %, karakalpakere 2,5 % og tatarer 1,5 %.

### Sprog
Usbekisk er det officielle sprog, men russisk er et uofficielt sprog for kommunikation på tværs af de etniske grupper for daglige styre og i forretningsbrug.

### Religion
Nationen består af 88 % sunnimuslimer og 9 % østlige ortodokse.

## Politik og administration
Forfatningsmæssigt står regeringen i Usbekistan for princippet om magtens tredeling, ytringsfrihed og repræsentativt styre. I realiteten har den udøvende magt dog næsten al magt. Den dømmende magt mangler uafhængighed og den lovgivende, som bare mødes nogle dage hvert år, har liden magt til at påvirke lovene.
Folkeafstemningen i 2002 indeholdt også en plan for at etablere et tokammerparlament. Valget til det nye tokammersystem blev holdt 26. december 2002, men ingen reelle, uafhængige oppositionskandidater eller partier fik mulighed for at deltage. OSCE's observationsrepræsentanter konkluderede, at valgene lå betydeligt under OSCE's og andre internationale standarder for demokratiske valg og ikke indfriede landets forpligtelser over for OSCE's grundlag.
Flere politiske partier er blevet grundlagt med regeringens godkendelse, men har ikke vist interesse for at stå for alternativer til regeringens politik. Ligeledes er flere medier (radio, TV, aviser) blevet oprettet på lignende vis, men disse forbliver enten under regeringens kontrol eller behandler bare sjældent politiske temaer. Uafhængige politiske partier har fået lov til at organisere sig, rekruttere medlemmer og holde konventer og pressekonferencer, men er blevet nægtet at registrere sig under restriktive registrerings-procedurer. Et bombeangreb den 28. marts-1. april 2004 i Tasjkent og Bukhara blev udført af ukendte. Regeringens reaktion på angrebene har været begrænsede.

### Administrativ inddeling
Usbekistan er inddelt i 12 provinser (viloyatlar; ental: viloyat), 1 autonom republik* (respublika), og 1 by** (shahar):
1. Tasjkent (Tosjkent), byområde
2. Andizjan (hovedby: Andizjan)
3. Buchara (Bokhara, Buxoro; hovedby: Buchara)
4. Fergana (Ferghana, Farg'ona; hovedby: Fergana)
5. Dzjizzach (Jizzax; hovedby: Dzjizzach)
6. Namangan (hovedby: Namangan)
7. Navoi (Navoiy; hovedby: Navoi)
8. Qasjqadarja (Qashqadaryo) (hovedby: Qarsji)
9. Samarkand (Samarqand; hovedby: Samarkand)
10. Syr-Darja (Sirdaryo; hovedby: Guliston)
11. Surchondarja (Surxondaryo) (hovedby: Termiz)
12. Tasjkent (Tosjkent; hovedby: Tasjkent)
13. Khwarezm (Xorazm; hovedby: Urgentj)
14. Karakalpakien (Qoraqalpog'iston; hovedby: Nukus), autonom republik

note:
Administrative inddelinger har samme navn som deres administrationscenter (undtagelser og forskelle i stavning har administrationscenteret i parentes)

### Menneskerettigheder
Usbekistan er nominelt et demokrati, men er blevet beskrevet som en politistat. Flere prominente opponenter til regeringen er flygtet, og andre er blevet arresteret. Regeringen slår hårdt ned på alle, som den mistænker for islamsk ekstremisme, især dem som mistænkes for at være medlem af det forbudte islamiske Hizb ut-Tahrir. Mellem 5.300 og 5.800 mistænkte ekstremister sidder i fængsel.
Storbritanniens ambassadør i Usbekistan, Craig Murray, fremsatte i 2003 påstande om, at oplysninger blev fremskaffet fra arresterede under ekstrem tortur, og at de blev brugt af Storbritannien og andre vestlige demokratiske lande, som var mod brug af tortur.
Murray udtalte senere, at han følte, at han tilfældigvis var snublet over det, han kaldte "tortur ved hjælp af stedfortrædere". Han mente, at vestlige lande sendte folk til regimer og nationer, hvorom det var kendt, at information ville blive fremskaffet ved tortur og blive gjort tilgængelig for dem.
Anklagerne førte ikke til, at hans arbejdsgiver, Udenrigs- og Commonwealth-departementet, igangsatte efterforskning, og Murray sagde op, efter at disciplinære tiltag blev iværksat mod ham i 2004. Det blev ikke påvist, at han havde misbrugt sin stilling. Departementet bliver selv efterforsket af det nationale efterforskningskontor pga. anklager om trusler, mobning og ofring af eget personale, som det blev rapporteret af Sunday Times (London) den 20. marts 2005.
Fængselsforholdene er dårlige, særligt for dem som er dømt for ekstremistisk aktivitet, og det antages, at et antal fanger har mistet livet i løbet af de sidste år på grund af sygdomme pådraget i fængslerne og misbrug. Politistyrken og efterretningstjenesten bruger rutinemæssig tortur som efterforskningsteknik. Ingen uafhængige politiske partier er blevet registreret, selv om de for første gang kunne foretage græsrodsaktiviteter og organisere kongresser. Efter besøg af FN's specialrapportør i tortur lavede Usbekistans regering et forslag til en handlingsplan for at gennemføre specialrapportørens anbefalinger.
I en rapport dateret 21. marts 2005 sagde Amnesty International:
Tusindvis af mennesker er blevet tilbageholdt og fængslet i Usbekistan på påstande om "religiøs ekstremisme". Blandt dem er medlemmer og formodede medlemmer af uafhængige islamiske retninger, medlemmer af forbudte islamistiske og sekulære oppositionspartier og bevægelser samt deres slægtninge. Amnesty International har modtaget gentagne anklager om, at politiet har torteret mange af de arresterede for at skaffe sig "tilståelser". Strenge straffe som dødsstraf er blevet idømt efter retssager, som lader til at have været meget uretfærdige.
Fra og med 2008 er dødsstraffen afskaffet og erstattet med livstidsfængsel.